# Familia De ce

Coperta DVD-ului

Familia De ce (franceză Les Kikekoi, engleză The Why Why Family, cunoscut și ca Saban's The Why Why Family) este o serie franceză de desene animate pentru copii, care a apărut în 1996, scrisă de Annabelle Perrichon și François-Emmanuel Porché și produsă de Saban Entertainment. Mai târziu, în 1998, seria a fost transmisă în Statele Unite ale Americii de televiziunea FOX.
In anul 2001, cand Disney a cumparat Fox Kids Worldwide, acesta a devenit proprietarul librariei Fox Kids, care include totodata, continutul de la Saban Entertainment. Insa continutul nu este disponibil pe Disney+.
Seria a fost o colecție de mici părți a câte 5 minute, fiecare centrată pe o întrebare științifică pusă de copilul Victor. Aceasta este urmată de un răspuns cuprinzător al unui membru al familiei, fiecare cu o experiență în domeniul de activitate al subiectului întrebării.
În România, serialul s-a difuzat pe canalul Fox Kids, Jetix Play și Național TV.

## Personajele și domeniul lor
- Victor - este doar un bebeluș care dorește să cunoască diverse informații din domeniile familiei
- Tatăl Max — tehnologie și electronică
- Mama Vanilla și două păsări - Kwik și Kwak — flora și fauna
- Bunica Eartha și dragonul Basalt — Geografie, geologie și meteorologie
- Unchiii Micro și Scopo — Anatomia corpului uman
- Bunicul Matik și câinele lui Zygo — Universul și astronomie

## Episoade
- CD-uri, Păsări, Stații spațiale, Fulgerele, Ochiul
- Climatele, Frunzele, Televizorul, Comete, Digestia
- Cărbunele și petrolul, Submarine, Cactuși, Zgârieturile, Sateliții
- Codurile de bare, Amorțirea mâinilor și picioarelor, Ploaia, Florile, Gravitația
- Lifturile, Stelele, Nisipul, Reflexele, Țânțarii
- Ceața, Elicopterele, Liliecii, Cariile, Anotimpurile
- Broaștele, Cuiburile, Lipiciul, Amețeala, Telescoapele
- Cangurii, Cuptoarele cu microunde, Ciupercile, Inima, Luna
- Fundul oceanului, Șerpii, Becurile, Noapte și Ziua, Respirația
- Frigiderul, Vântul, Mâncarea, Gravitația, Pisicile
- Telecomanda, Strănutul, Stelele, Fulgerul și Tunetul, Plantele
- Soarele, Telefoanele, Gustul, Munții, Recifurile de corali